# Grad Nürnberg
Nürnberški grad je ikona mesta Nürnberg. Je dvojni grad, ki ga sestavljajo cesarski, grofovski grad in druge spremljajoče zgradbe.
Prvi sledovi gradu segajo v obdobje okoli leta 1000. Po hudih poškodbah med drugo svetovno vojno je bil obnovljen v svoji prvotni podobi. Njegova zgodovinska vloga je bila obrambna, bil je prebivališče cesarjev, cesarski grad in sedež družine Hohenzollern. Je zgodovinsko in arhitekturno pomembna utrdba v Evropi in  med najpomembnejšimi umetnostnimi spomeniki mesta na  nürnberški zgodovinski poti.

## Lega
Nürnberški grad stoji severno od reke Pegnitz na grebenu iz peščenjaka nad starim Sebaldovim mestom. Na zahodu meji na Neutorgraben, na severu Vestnertorgraben. Na severnem delu je utrjen. Z gradu je razgled na obrtniško četrt in staro mestno jedro.

## Pregled
Sestavljajo ga trije deli, katerih meje so v današnjih stavbah precej zabrisane:
- ostanki gradu grofije v Fünfeckturmu (Peterokotni stolp), ki je bil verjetno zgrajen leta 1192 in do leta 1420 uničen;
- cesarski grad pri Sinwellovem stolpu (Sinwellturm), globok vodnjak, dvojna kapela in palas se širijo proti zahodu. Najstarejši deli so iz leta 1200, nato je bil grad še izpopolnjen in obnovljen;
- druge cesarske zgradbe severno in vzhodno (nekdanji cesarski hlevi Hansa Beheima starejšega in stolp Luginsland).

Arhitekturno lahko razlikujemo tri faze in dva glavna sloga:
- v prvi polovici 11. stoletja je bil kraljevski grad Salijcev v romanskem slogu;
- leta 1200 je bil cesarski grad Staufovcev v romanskem slogu;
- v 15. stoletju so bile obnovljene palače in mestne zgradbe v gotskem slogu;
- poznejše spremembe, ki so spremenile izvirne zgradbe.

Cesarski grad je bil na začetku osrednja stavba politične moči Staufovcev v Vzhodni Frankovski. Od leta 1192 je bil grad grofije izhodišče za ustvarjanje ozemlja družine Hohenzollern v Frankovski, hkrati pa se je cesarsko mesto Nürnberg borilo z njimi in leta 1427 grad kupilo. Mesto je prevzelo celoten grad, ki je bil vključen v mestne utrdbe. Med letoma 1538 in 1545 je dobil obzidje. Pozneje je imel reprezentančno vlogo. Leta 1806 je grad prevzela Bavarska. V romantiki in tudi leta 1930 je bil grad predelan. 
Med drugo svetovno vojno je bil grad močno poškodovan zaradi letalskih napadov, po vojni pa rekonstruiran v zgodovinskih okvirih.
Danes je privlačna turistična točka.

## Zgodovina
Ostanki, odkriti v arheoloških raziskavah, so ostanki prvotnih zgradb pred letom 1000, a pisnih dokazov ni. V listini cesarja Henrika III. iz leta 1050 sploh ni omenjen, četudi bi po drugih virih lahko sodili, da je ta listina nastala prav na gradu. V  virih je tako prvič eksplicitno omenjen šele leta 1105. V obdobju med 1105 in letom 1571 so vsi cesarji in kralji Svetega rimskega cesarstva vsaj začasno bivali v njem.

### Salijci
Grad Salijcev je bil izhodišče za pohode Henrika III., Češka, Poljska in Madžarska so mu bile zveste. Leta 1105 je grad osvojil kralj Henrik V. Salijec po dveh mesecev obleganja v vojni proti očetu, cesarju Henriku IV.. Leta 1127 ga je oblegal cesar Lotar III. Saksonec, ki sta ga deset tednov brez uspeha branila brata Konrad in Friderik Hohenstaufen. Leta 1130 mu ga je uspelo v drugem poskusu osvojiti in ga je izročil Henriku Ponosnemu, dokler ni leta 1138 pripadel Staufovcem.

### Staufovci
Staufovci so grad zaradi naraščajočega pomena v celoti obnovili in zavarovali skupaj z gradovi: Altenburg, Eger na Češkem in Wartburg na vzhodni meji cesarstva. Leta 1140 je začel kralj Konrad III. graditi drug grad, cesarski grad, ki naj bi bil kraljeva pfalca. Dal ga je novo ustanovljeni grofiji Raabs (iz Spodnje Avstrije). Leta 1190/91 ga je podedoval Friderik von Zollern. S pridobitvijo mestne avtonomije, ki jo je pridobil Nürnberg v 13. stoletju, je bil cesarski grad predan v mestno oskrbo. Cesar Friderik I. Barbarossa je bil na gradu 12-krat, Henrik VII. se je leta 1225 na njem poročil in v njem prebival 21-krat, Friderik II. 16-krat. Po zatonu Staufovcev leta 1254 je bil prepuščen sam sebi.

### Boj za oblast med mestom in družino Hohenzollern
Mesto in grofje so se potegovali za oblast; njihova tekmovalnost je rasla od 14. stoletja. Grofje so v Frankovski pridobili velike posesti in so se sprli z mestom. Mesto v skladu s cesarjem grofov ni želelo spustiti v cesarski grad. Z gradbenimi posegi so blokirali vhod v mesto in Vestnerjeva vrata za dostop s severa. Leta 1377 so ob gradu grofije začeli graditi velik stolp Luginsland, od koder bi lahko spremljali notranjost gradu. Grofje Hohenzollern so se pritožili cesarju, a so bili neuspešni. Začel se je boj in leta 1388/89 je mesto zasedlo grofovski grad. Moč Hohenzollernov je upadla in leta 1420 so bavarske čete uničile grad. Zadnji grof Friderik VI. ga je prodal in leta 1427 ga je prevzel mestni svet. Umaknili so se na grad v Cadolzburg. Po investiturnem boju za Brandenburg leta 1415 so se Hohenzollerni preusmerili na sever. Čeprav so tudi pozneje imeli pri svojem imenu dodano grajski gospod iz Nürnberga, je prodaja pomenila konec grofije v Nürnbergu. Iz njenega ozemlja sta v naslednjem obdobju nastali mejni grofiji Brandenburg-Ansbach in Brandenburg-Kulmbach.

### Predstavitev in pomen izgube
Nürnberški grad je zdaj v celoti v posesti mesta. Med husitskimi vojnami sta bili okrepljeni zahodna in severna stran, grad pa vključen v mestne utrdbe. Med letoma 1538 in 1545 je bil nazadnje zavarovan s trdnjavo na zahodni in severni strani, med letoma 1440 in 1442 je bil  romanski palas nadomeščen s poznogotsko zgradbo in leta 1487 podaljšan za dodatek. Med letoma 1494 in 1495 je mesto zgradilo kaščo, pozneje imenovano Kaiserstallung (cesarski hlev). Leta 1524 je v mesto prišla reformacija, cesar in mesto sta se odtujila. Za cesarja Karla V. so dnevne sobe v gradu preoblikovali med letoma 1559 in 1560, Ferdinand I. je palas spet širil, vendar pa je grad izgubljal svoj pomen.
Med tridesetletno vojno sta se okoli Nürnberga nekaj let vojskovali sprti strani, kar je leta 1632 sprožilo bitko pri Alte Veste. Mesta in gradu niso osvojili. Po vojni je grad izgubil svoj vojaški pomen in rajhstag ni bil nikoli več v Nürnbergu, ampak je bil od leta 1663 v Regensburgu.
Leta 1806 sta grad in mesto postala del Kraljevine Bavarske. Leta 1828 je bil Kaspar Hauser (skrivnostni otrok, najden v Nemčiji v 19. stoletju, menda povezan z vladarsko hišo Baden) nekaj tednov v grajskem zaporu.
Z romantiko se je zanimanje za grad povečalo. Leta 1834 je Ludvik I. poskrbel za konservatorske in druge ukrepe; sodelovali so  arhitekti Carl Alexander Heideloff, August von Voita in Avgust Essenwine. Na zahodni strani je bila dodana visoka altana z opremo lokalnega tesarja zgodovinskega pohištva, uporabili so tudi izvirne dele iz drugih gradov.
Po bavarskem porazu v nemški vojni leta 1866 je moral Ludvik II. s pruskim kraljem Viljemom I. uporabo "gradu svojih prednikov" deliti.
Po zasegu nacistične stranke leta 1933 so začeli obnavljati cesarski grad, ki naj bi bil simbolno ozadje nacizma in naj bi se uporabljal za nastanitev državnih gostov. Začeli so obnovo v smislu "ohranjanja izvirne dediščine", uničeni so bili prejšnje postavitve, del, ki se vidi kot "slaboten slog", ohranjene so bile značilnosti gradu iz 19. stoletja, delo je leta 1934 nadziral Rudolf Esterers. Revija Der Baumeister je prenovo opisala evforično: "Ko smo obiskali Nürnberški grad danes, nas ni več pričakala napačna oblika, ki nam nič ne pove, ampak smo spet doživeli star, plemenit cesarski grad, prepričljiv, preprosto zasnovan, silne velikosti in krepak v lepoti, kot da je delo ponovno odkrilo staro dostojanstveno nemško gradnjo. Da je bila obujena izvirna velikost, je nesporno zasluga ljudi, ki so delali tukaj." 
Med drugo svetovno vojno je bil grad v letih 1944/45 močno poškodovan; skoraj nedotaknjena sta ostala le dvojna kapela in stolp Sinwellturm. Po vojni so ga obnovili v zgodovinskih oblikah, kot je primer povsem uničen Luginsland. Nekatere spremembe so ostale, prenova notranjih delov iz 19. stoletja, ki so bili med letoma 1934 in 1935 skoraj v celoti zamenjani. Notranjost je v glavnem taka, kot je bila 1934, ko ga je obnavljal Rudolf Esterers.
Od leta 2013 je grad zanimiva turistična točka. Stalna razstava je bila preoblikovana, prikazana sta tudi Sveto rimsko cesarstvo nemškega naroda in vloga Nürnberga v poznem srednjem veku. Številne stavbe in zunanji prostori so obnovljeni.

## Zgradbe

### Cesarska kapela
Dvojna kapela v romanskem slogu je bila zgrajena leta 1200 in je med najstarejšimi ohranjenimi deli gradu. V svetišču je razpelo, poznogotsko delo Veita Stossa. 
Dostop do zgornje kapele je bil namenjen aristokraciji, do spodnje kapele pa le z dvorišča. Spodnja in zgornja kapela sta povezani s stropno odprtino. Na zahodni galeriji zgornje kapele je cesarska družinska loža, kjer je bil ločen prostor za cesarja. Tri ravni kažejo hierarhijo sodobne družbe.
Leta 1216 so se gradbena dela na gradu končala, ko je Friderik II. izročil dvojno kapelo nemškemu viteškemu redu  (1212–1250), ki so jo verjetno imeli do leta 1419, nato pa so jo izročili mestu Nürnberg.
- Cesarska kapela
- Pogled na temelje cesarske kapele
- Notrajost zgornje kapele
- Vhod v zgornjo kapelo
- Oltar z razpelom Veita Stoßa
- Pogled skozi spodnjo kapelo
- Cesarska loža v kapeli

### Vodnjak
Oskrba gradu z vodo je bila ob obleganju zagotovljena z dvema grajskima vodnjakoma. Vodnjak nekdanje grofije je le nekaj metrov južno od Peterokotnega stolpa (Fünfeckt). Približno 20 metrov globok vodnjak je bil skopan v peščenjaku v podnožju gradu.
Globok vodnjak cesarskega gradu je verjetno star kot sam grad. Jašek je vrezan v skalo in ima premer od 2,2 do 1,7 in je globok 53 metrov. Plasti gradu in peščenjaka do podtalnice preseka na nivoju reke Pegnitz. 

### Bastijon
V 16. stoletju je bilo treba okrepiti utrdbe. Na severovzhodnem vogalu mestnega obzidja zunaj gradu je bil leta 1527 zgrajen tako imenovan Dürerjev bastijon, močen krožni bastijon.
Naravnost severozahodno pred gradom so med letoma 1538 in 1545 zgradili tri velike grajske branike  (Vestnerjev stolp, velik in spodnji bastijon) po načrtih italijanskega vojaškega trdnjavskega inženirja Antonia Fazunija, ki so zavarovali grad in mestno obzidje pred topovi. 

### Cesarska kašča in hlevi
Vzhodno od gradu je leta 1495 Hansa Beheim starejši med stolpom Luginsland in Peterokotnim stolpom (Fünfecktturm) zgradil kaščo, dvonadstropno kamnito zgradbo s petimi podstrešji. To je bila mestna kašča; v cesarskem obdobju so se prostori v pritličju uporabljali za hlev.
Zgradba je bila predelana leta 1937 v cesarski hostel, uničen v drugi svetovni vojni in leta 1953 obnovljen. Tudi danes se uporablja kot mladinski hotel in ima po zadnji obnovi 93 sob. 

## Arheologija
Leta 1990 so med obnovo v Veliki dvorani cesarskega gradu na temeljih odkrili salijsko okroglo kapelo, na dvorišču gradu pa leta 2001 ostanke salijskega bergfrida s stenami, debelimi dva metra, ki je datiran v leto 1000 ali malo prej. Med temelji nekdanjega bergfrida so še starejši temelji, verjetno iz obdobja pred Salijci. 
Izkopavanja na dvorišču so odkrila sledove poselitve iz obdobja pred letom 1000. Tu so izkopali temelj okroglega stolpa z debelino stene dva metra.
Gotovo je, da je bil grad razširjen v 11. stoletju od vzhoda proti zahodu čez celoten grajski hrib; vsaj od 12. stoletja je bil utrjen cesarski grad vzhodno od gradu grofije.
Najstarejša ohranjena zgradba je dvojna kapela z vzhodnim kornim stolpom (Margaretin stolp, znan tudi kot rimska zgradba "Heidenturm"). Verjetno je iz druge četrtine 13. stoletja in ima poznoromansko arhitekturno okrasje. 
V Topografiji Frankovske (Topographia Franconiae) Matthäusa Meriana sta omenjena rimski vojskovodja Neron Klavdij Druz, umrl leta 9 pr. n. št., in Tiberij, cesar leta 14–37 n. št.  ... kot upravičena graditelja "Heidenurms" morda ob pohodu v Veliko Germanijo. V tem času retijskega limesa še ni bilo in Rimljani so imeli prosto pot do Donave. Širjenje čez Donavo proti severu so morali opustiti v 3. stoletju, v 5. stoletju so prišli do današnjega Regensburga, naslednji kraj bi bil Nürnberg, a omenjen je Neroburg, morda res Nürnberg v drugem tisočletju n. št.)

## Grad danes
Stavba je v lasti Bavarske uprave za državne palače, vrtove in jezera (Bayerischen Schlösserverwaltung) in je namenjena turizmu. V posameznih stavbah so tudi stanovanja, pisarne in muzeji, občasno strankarski in državni sprejemi. V starem hlevu (Kaiserstallung) je eden največjih in najsodobnejših hotelov v Nemčiji. Hiša s 355 posteljami je bila po obnovi ponovno odprta spomladi 2013. 

### Grad kot habitat
Nürnberški cesarski grad je zelo pomemben življenjski prostor za živali in rastline. Stotine kleti, sten, stolpi in zelene površin so raznovrstni habitati za rastlinstvo in živalstvo. Pri projektu Habitat gradu je bilo kartiranih okoli 1400 živalskih in rastlinskih vrst na površini okoli 65.000 kvadratnih metrov, kar biologi označujejo kot neverjetno biotsko raznovrstnost. 

### Geologija
Peščenjak je Bavarska deželna uprava za okolje priznala kot geotop 564A002. Je tudi med 100 najlepšimi geotopi Bavarske. Imenuje se po gradu burgsandstein, ki je geološka plast enote gornjega triasa, ki je zelo razširjena v Frankovski.